# Cravanzana
Cravanzana är en ort och kommun i provinsen Cuneo i regionen Piemonte i Italien. Kommunen hade 365 invånare (2018).